# Transsumpt
In einem Transsumpt (auch: Insert) wird der Inhalt einer älteren Urkunde in eine neue Urkunde aufgenommen („inseriert“), um ihn in seiner Rechtskräftigkeit nochmals zu bestätigen. Im Gegensatz zum Vidimus übernimmt der Aussteller der neuen Urkunde rechtliche Verantwortung für den Inhalt der Urkunde.
Der Begriff kommt von lateinisch transsumere „übertragen, hinübernehmen“. Der Ausdruck Insert leitet sich von lateinisch inserere „einfügen, hineinbringen“ ab.